# John Hely-Hutchinson, 2. Earl of Donoughmore

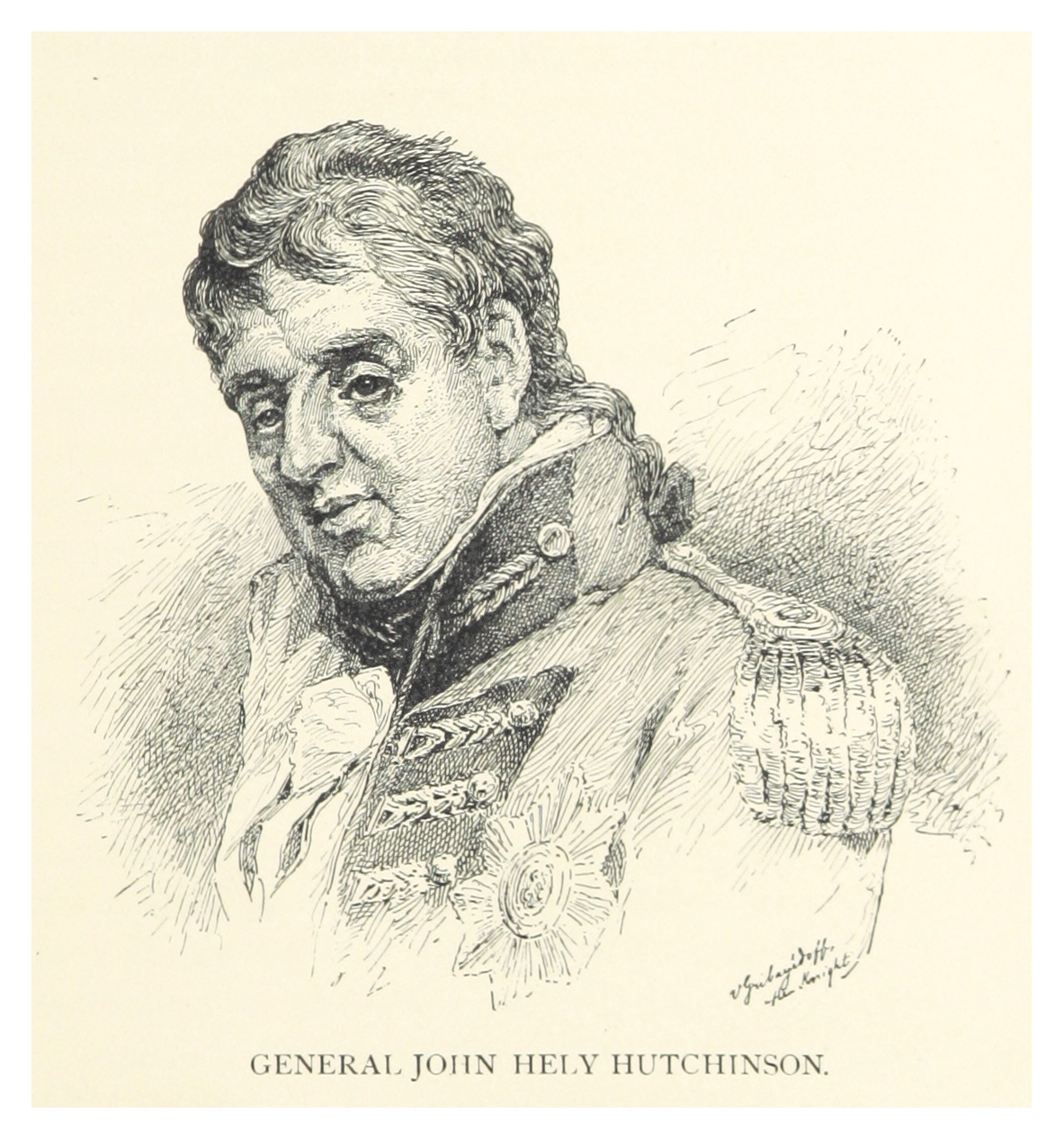
General John Hely-Hutchinson

John Hely-Hutchinson, 2. Earl of Donoughmore GCB (* 15. Mai 1757 in Dublin; † 6. Juli 1832 in Knocklofty) war ein britischer General während der Koalitionskriege.

## Leben
Er war der zweitälteste Sohn des Juristen und Politikers John Hely-Hutchinson und dessen Gattin Christiana Nickson, 1. Baroness of Donoughmore. Er besuchte das Eton College und studierte am Magdalen College der University of Oxford sowie am Trinity College der University of Dublin.

### Militärische Karriere
1774 trat er in die britische Armee ein. Während des Ersten Koalitionskriegs nahm er 1792 als Oberstleutnant im Hauptquartier des Herzogs von Braunschweig am Feldzug in der Champagne teil. 1794 hob er auf eigene Kosten ein Regiment aus, das er in Flandern bravourös zu führen wusste. Nachdem er zur Niederwerfung des irischen Aufstandes beigetragen hatte, wurde er 1796 zum Generalmajor befördert und kämpfte dann 1799 im Zweiten Koalitionskrieg wieder in Holland.
1801 schiffte er sich zur Bekämpfung der französischen Expeditionstruppen nach Ägypten ein und übernahm dort nach der Verwundung des Generals Abercromby in der Schlacht bei Alexandria am 21. März den Oberbefehl über die britische Armee. Er eroberte Damiette und Ramanieh, schloss Kairo ein und zwang den französischen General Belliard am 27. Juni mit 14.000 Mann zur Kapitulation. Dann wandte er sich nach Alexandria und schlug alle Ausfälle Menous zurück und nötigte auch ihn am 31. August mit seiner gesamten 10.000 Mann umfassenden Streitmacht zur Aufgabe.
Für seine glänzenden Siege wurde er am 16. Dezember 1801 in der Peerage of the United Kingdom zum Baron Hutchinson, of Alexandria and of Knocklofty in the County of Tipperary, erhoben, verbunden mit einer jährlichen Pension von 4000 £. Nachdem er 1803 den Rang eines Generalleutnants erhalten hatte, wurde er 1806 als außerordentlicher Botschafter nach Russland entsandt und begleitete den Zaren Alexander in der Schlacht bei Friedland. Nach dem Frieden von Tilsit kehrte er 1807 nach Großbritannien zurück. 1813 wurde er in den Rang eines Generals befördert.

### Politische Karriere
Parallel zu seiner militärischen Karriere war er seit 1776 mehrfach Abgeordneter im irischen House of Commons, nämlich von 1776 bis 1783 für Lanesborough im County Longford, von 1789 bis 1790 für Taghmon im County Westmeath und von 1790 bis zur Auflösung des irischen Parlaments durch den Act of Union 1800 für Cork im County Cork. Anschließend vertrat er das Borough Cork 1801 im neugebildeten House of Commons des Vereinigten Königreichs. Dadurch, dass er Ende 1801 zum Baron Hutchinson erhoben wurde, schied er aus dem House of Commons aus und erhielt einen Sitz im britischen House of Lords.
Beim Tod seines Bruders Richard Hely-Hutchinson, 1. Earl of Donoughmore, erbte er 1825 aufgrund einer besonderen Erbregelung dessen Adelstitel als 2. Earl of Donoughmore, 2. Viscount Donoughmore und 2. Viscount Hutchinson. 1831 bis 1832 hatte er das Amt des Lord Lieutenant von Tipperary inne.
Da er unverheiratet und kinderlos blieb, erlosch sein Baronstitel, als er im Juli 1832 in Knocklofty starb. Seine anderen Titel erbte sein gleichnamiger Neffe.

### Orden und Ehrenzeichen
- Knight Companion des Order of the Bath (1801)
- Ritter 1. Klasse des Orden des halben Mondes (Osmanisches Reich, 1801)
- Knight Grand Cross des Order of the Bath (1815)